# Aphelia (Plantae)
Aphelia, biljni rod iz Australije nekada uključivan u porodicu Centrolepidaceae, a danas porodici Restionaceae. Postoji šest priznatih vrsta

## Vrste
1. Aphelia brizula F.Muell.
2. Aphelia cyperoides R.Br.
3. Aphelia drummondii (Hieron.) Benth.
4. Aphelia gracilis Sond.
5. Aphelia nutans Hook.f. ex Benth.
6. Aphelia pumilio F.Muell. ex Sond.